# Luxemburgs voetbalelftal in 1983
Het Luxemburgs voetbalelftal speelde in totaal vijf interlands in het jaar 1983, alle wedstrijden in de kwalificatiereeks voor de EK-eindronde 1984 in Frankrijk. Voor het derde jaar op rij verloor Luxemburg alle duels. De nationale selectie stond onder leiding van bondscoach Louis Pilot.

## Balans
| Wedstrijden | Wedstrijden | Wedstrijden | Wedstrijden | Doelpunten | Doelpunten | Doelpunten | Punten |
| Gespeeld    | Winst       | Gelijk      | Verlies     | Voor       | Tegen      | Saldo      | Punten |
| ----------- | ----------- | ----------- | ----------- | ---------- | ---------- | ---------- | ------ |
| 5           | 0           | 0           | 5           | 4          | 23         | –19        | 0.000  |

## Interlands
|                                                             |                                        |       | |                                                                                    |
| 27 maart EK-kwalificatie № 337 «onderlinge duels» 15:00 uur | Luxemburg                              | 2 – 6 | Hongarije | Stade Municipal, Luxemburg Toeschouwers: 4.000 Scheidsrechter: Gerard Geurds (NED) |
| 27 maart EK-kwalificatie № 337 «onderlinge duels» 15:00 uur | Jeannot Reiter 3' Romain Schreiner 55' |       | 31' Jozsef Poczik 41' Tibor Nyilasi 51' Gábor Pölöskei 57' (pen.) Peter Hannich 59' Jozsef Poczik 70' Jozsef Poczik | Stade Municipal, Luxemburg Toeschouwers: 4.000 Scheidsrechter: Gerard Geurds (NED) |

|                                                             | |       |                                    |                                                                                  |
| 17 april EK-kwalificatie № 338 «onderlinge duels» 16:00 uur | Hongarije                                                                                                | 6 – 2 | Luxemburg                          | Népstadion, Boedapest Toeschouwers: 12.280 Scheidsrechter: Edgar Azzopardi (MLT) |
| 17 april EK-kwalificatie № 338 «onderlinge duels» 16:00 uur | Gyula Hajszan 23' Tibor Nyilasi 34' Lászlo Kiss 37' Lazar Szentes 61' Tibor Nyilasi 63' Gyözö Burcsa 65' |       | 57' Jeannot Reiter 58' Théo Malget | Népstadion, Boedapest Toeschouwers: 12.280 Scheidsrechter: Edgar Azzopardi (MLT) |

|                                                               | |       |           |                                                                               |
| 12 oktober EK-kwalificatie № 339 «onderlinge duels» 19:00 uur | Denemarken | 6 – 0 | Luxemburg | Idrætsparken, Kopenhagen Toeschouwers: 44.700 Scheidsrechter: Kai Natri (FIN) |
| 12 oktober EK-kwalificatie № 339 «onderlinge duels» 19:00 uur | Michael Laudrup 17' Michael Laudrup 24' Preben Elkjær Larsen 37' Allan Simonsen 41' Preben Elkjær Larsen 58' Michael Laudrup 69' |       |           | Idrætsparken, Kopenhagen Toeschouwers: 44.700 Scheidsrechter: Kai Natri (FIN) |

|                                                                |           |                                                                      |          |                                                                                  |
| 16 november EK-kwalificatie № 340 «onderlinge duels» 19:15 uur | Luxemburg | 0 – 4                                                                | Engeland | Stade Municipal, Luxemburg Toeschouwers: 5.500 Scheidsrechter: Cees Bakker (NED) |
| 16 november EK-kwalificatie № 340 «onderlinge duels» 19:15 uur |           | 11' Bryan Robson 40' Paul Mariner 51' Terry Butcher 56' Bryan Robson |          | Stade Municipal, Luxemburg Toeschouwers: 5.500 Scheidsrechter: Cees Bakker (NED) |

|                                                                |                        |       |           | |
| 14 december EK-kwalificatie № 341 «onderlinge duels» 15:00 uur | Griekenland            | 1 – 0 | Luxemburg | Georgios Karaiskákis Stadion, Piraeus Toeschouwers: 5.000 Scheidsrechter: Velitchko Tzontchev (BUL) |
| 14 december EK-kwalificatie № 341 «onderlinge duels» 15:00 uur | Dimitros Saravakos 18' |       |           | Georgios Karaiskákis Stadion, Piraeus Toeschouwers: 5.000 Scheidsrechter: Velitchko Tzontchev (BUL) |

## Statistieken
| Jean-Paul Defrang   | 1956-06-22 | Progrès Niedercorn   | 4 | 0 | 0 | 4  | 0 |
| Jeannot Moes        | 1948-05-11 | Avenir Beggen        | 1 | 0 | 0 | 55 | 0 |
| Verdediging         |            |                      |   |   |   |    |   |
| Marcel Bossi        | 1960-01-14 | Progrès Niedercorn   | 5 | 0 | 0 | 14 | 0 |
| Gilbert Dresch      | 1954-09-14 | Avenir Beggen        | 5 | 0 | 0 |    |   |
| Romain Michaux      | 1953-11-09 | Red Boys Differdange | 4 | 1 | 0 |    |   |
| Hubert Meunier      | 1959-12-14 | Jeunesse Esch        | 4 | 0 | 0 |    |   |
| Carlo Weis          | 1958-12-04 | Spora Luxembourg     | 3 | 0 | 0 | 24 | 0 |
| Jean Schmitz        | 1964-01-28 | Progrès Niedercorn   | 0 | 1 | 0 | 1  | 0 |
| Middenveld          |            |                      |   |   |   |    |   |
| Jean-Paul Girres    | 1961-01-06 | Avenir Beggen        | 4 | 1 | 0 | 19 | 0 |
| Théo Malget         | 1961-03-02 | FC Wiltz 71          | 3 | 1 | 1 | 5  | 1 |
| Nico Wagner         | 1954-09-19 | Avenir Beggen        | 3 | 1 | 0 |    |   |
| Romain Schreiner    | 1957-03-17 | Avenir Beggen        | 3 | 0 | 1 |    |   |
| Jean-Pierre Barboni | 1958-09-06 | Jeunesse Esch        | 3 | 0 | 0 |    |   |
| Guy Hellers         | 1964-10-10 | Standard Luik        | 3 | 0 | 0 | 6  | 0 |
| Alfred Schreiner    | 1961-07-02 | Etzella Ettelbruck   | 2 | 0 | 0 | 2  | 0 |
| Alain Nurenberg     | 1961-03-23 | Progrès Niedercorn   | 1 | 2 | 0 |    |   |
| Gérard Jeitz        | 1961-03-10 | US Rumelange         | 0 | 1 | 0 | 1  | 0 |
| Serge Jentgen       | 1962-01-28 | Avenir Beggen        | 0 | 1 | 0 | 1  | 0 |
| Aanval              |            |                      |   |   |   |    |   |
| Jeannot Reiter      | 1958-10-14 | FC Châlon-sur-Saône  | 4 | 0 | 2 |    |   |
| Robert Langers      | 1960-08-01 | FC Metz              | 3 | 0 | 0 | 14 | 0 |

FLF · A-internationals · Bondscoaches · Statistieken · Luxemburgs vrouwenelftal · Luxemburg U21 · Luxemburg U19 · Luxemburg U18 · Luxemburg U17 · Luxemburg U16
1911 – 1919 ·
1920 – 1929 ·
1930 – 1939 ·
1940 – 1949 ·
1950 – 1959 ·
1960 – 1969 ·
1970 – 1979 ·
1980 – 1989 ·
1990 – 1999 ·
2000 – 2009 ·
2010 – 2019 ·
2020 − 2029
OS 1920 · 
OS 1924 · 
OS 1928 · 
OS 1936 · 
OS 1948 · 
OS 1952
1911 · 
1912 · 
1913 · 
1914 · 
1915 · 1916 · 1917 · 1918 · 1919 · 
1920 · 
1921 · 1922 · 1923 · 
1924 · 
1925 · 1926 · 
1927 · 
1928 · 
1929 · 1930 · 1931 · 1932 · 1933 · 
1934 · 
1935 · 
1936 · 
1937 · 
1938 · 
1939 · 
1940 · 
1941 · 1942 · 1943 · 1944 · 
1945 · 
1946 · 
1947 · 
1948 · 
1949 · 
1950 · 
1952 · 
1952 · 
1953 · 
1954 · 
1955 · 
1956 · 
1957 · 
1958 · 
1959 · 
1960 · 
1961 · 
1962 · 
1963 · 
1964 · 
1965 · 
1966 · 
1967 · 
1968 · 
1969 · 
1970 · 
1971 · 
1972 · 
1973 · 
1974 · 
1975 · 
1976 · 
1977 · 
1978 · 
1979 · 
1980 · 
1981 · 
1982 · 
1983 · 
1984 · 
1985 · 
1986 · 
1987 · 
1988 · 
1989 · 
1990 · 
1991 · 
1992 · 
1993 · 
1994 · 
1995 · 
1996 · 
1997 · 
1998 · 
1999 · 
2000 · 
2001 · 
2002 · 
2003 · 
2004 · 
2005 · 
2006 · 
2007 · 
2008 · 
2009 · 
2010 · 
2011 · 
2012 · 
2013 · 
2014 · 
2015 ·
2016 ·
2017 ·
2018 ·
2019 ·
2020 ·
2021
Afghanistan ·
Albanië ·
Algerije ·
Armenië ·
Azerbeidzjan ·
België ·
Bosnië en Herzegovina ·
Brazilië ·
Bulgarije ·
Canada ·
Cyprus ·
DDR ·
Denemarken ·
(West-)Duitsland ·
Egypte ·
Engeland ·
Estland ·
Faeröer ·
Finland ·
Frankrijk ·
Gambia ·
Georgië ·
Griekenland ·
Hongarije ·
Ierland ·
IJsland ·
Israël ·
Italië ·
Japan ·
Joegoslavië ·
Kaapverdië ·
Kameroen ·
Kazachstan ·
Letland ·
Liechtenstein ·
Litouwen ·
Madagaskar ·
Malta ·
Marokko ·
Mexico ·
Moldavië ·
Montenegro ·
Myanmar ·
Nederland ·
Nigeria ·
Noord-Ierland ·
Noord-Macedonië ·
Noorwegen ·
Oekraïne ·
Oostenrijk ·
Polen ·
Portugal ·
Qatar ·
Roemenië ·
Rusland ·
San Marino ·
Saoedi-Arabië ·
Schotland ·
Senegal ·
Servië ·
Servië en Montenegro ·
Slovenië ·
Slowakije ·
Sovjet-Unie ·
Spanje ·
Thailand ·
Togo ·
Tsjechië ·
Tsjecho-Slowakije ·
Turkije ·
Uruguay ·
Verenigde Staten ·
Wales ·
Wit-Rusland ·
Zuid-Korea ·
Zweden ·
Zwitserland